# Foday Kunda
Foday Kunda ist eine Ortschaft im westafrikanischen Staat Gambia.
Nach einer Berechnung für das Jahr 2013 leben dort etwa 840 Einwohner, das Ergebnis der letzten veröffentlichten Volkszählung von 1993 betrug 607.

## Geographie
Foday Kunda liegt am nördlichen Ufer des Gambia-Flusses, in der Upper River Region Distrikt Wuli, an der North Bank Road. Der Ort liegt rund 1,5 Kilometer südöstlich von Brifu.